# Provinz Lambayeque
Die Provinz Lambayeque ist eine von drei Provinzen der Region Lambayeque in Nordwest-Peru. Die Provinz hat eine Fläche von 9364,63 km². Beim Zensus 2017 lebten 300.170  Menschen in der Provinz. Im Jahr 1993 lag die Einwohnerzahl bei 210.537, im Jahr 2007 bei 259.274. Die Provinzverwaltung befindet sich in der Stadt Lambayeque.

## Geographische Lage
Die Provinz Lambayeque liegt im Norden der Region Lambayeque. Sie erstreckt sich über einen etwa 93 km langen Küstenabschnitt des Pazifischen Ozeans in WNW-OSO-Richtung. Die Provinz reicht etwa 107 km ins Landesinnere. Dort erheben sich die Ausläufer der peruanischen Westkordillere. Der Río Motupe durchquert die Provinz in südwestlicher Richtung. Über den Nordwesten der Provinz erstreckt sich die Küstenwüste.
Die Provinz Lambayeque grenzt im Norden an die Region Piura, im Osten an die Region Cajamarca, im Südosten an die Provinz Ferreñafe sowie im Süden an die Provinz Chiclayo.

## Verwaltungsgliederung
Die Provinz Lambayeque gliedert sich in zwölf Distrikte (Distritos). Der Distrikt Lambayeque ist Sitz der Provinzverwaltung.
| Distrikt   | Verwaltungssitz |
| ---------- | --------------- |
| Chóchope   | Chóchope        |
| Illimo     | Illimo          |
| Jayanca    | Jayanca         |
| Lambayeque | Lambayeque      |
| Mochumí    | Mochumí         |
| Mórrope    | Mórrope         |
| Motupe     | Motupe          |
| Olmos      | Olmos           |
| Pacora     | Pacora          |
| Salas      | Salas           |
| San José   | San José        |
| Túcume     | Túcume          |